# Laykold

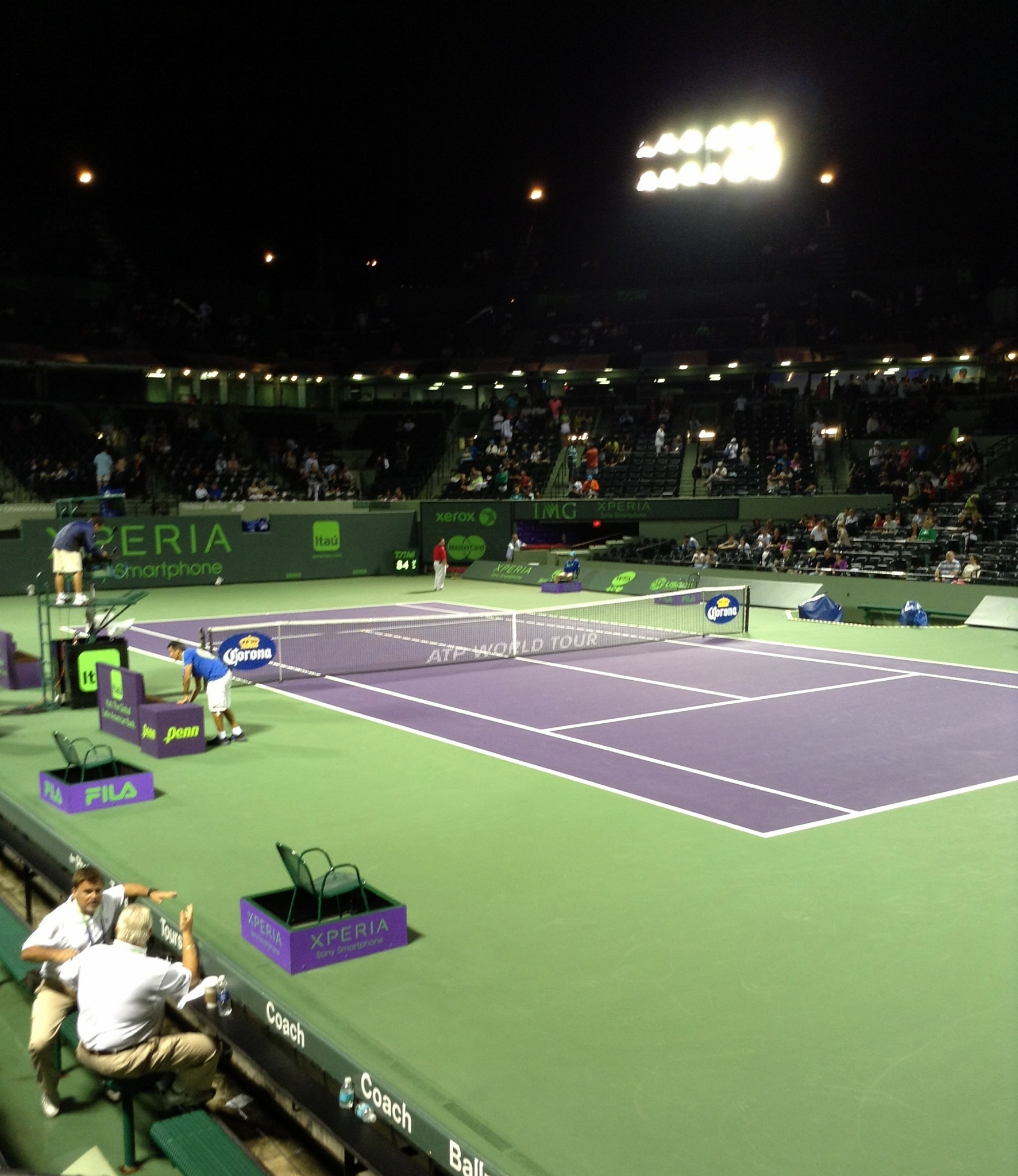
A quadra Stadium no en em março de 2013.

Laykold é uma marca de piso para quadra dura de tênis construída sobre uma base de asfalto ou concreto. Pode ser construído sem almofada ou com uma camada de almofada ("Laykold Cushion Plus") para redução de impacto e maior longevidade do jogador. As superfícies das quadras são feitas de vários materiais, incluindo borracha, sílica e resina acrílica [en]. O Laykold é fabricado pela "Advanced Polymer Technology" (com sede em Harmony, Pensilvânia).
O Laykold é a superfície usada no Miami Open desde 1984. Em março de 2020, a United States Tennis Association (USTA) anunciou que o US Open usará Laykold por cinco anos, começando com o torneio de 2020.